# Smittium shaanxiense
Smittium shaanxiense är en svampart som beskrevs av Juan Wang, Strongman & S.Q. Xu 2010. Smittium shaanxiense ingår i släktet Smittium och familjen Legeriomycetaceae.   Inga underarter finns listade i Catalogue of Life.